# Cicadettinae
Sous-famille
La sous-famille des Cicadettinae regroupe des insectes de l'ordre des hémiptères et de la famille des Cicadidae.

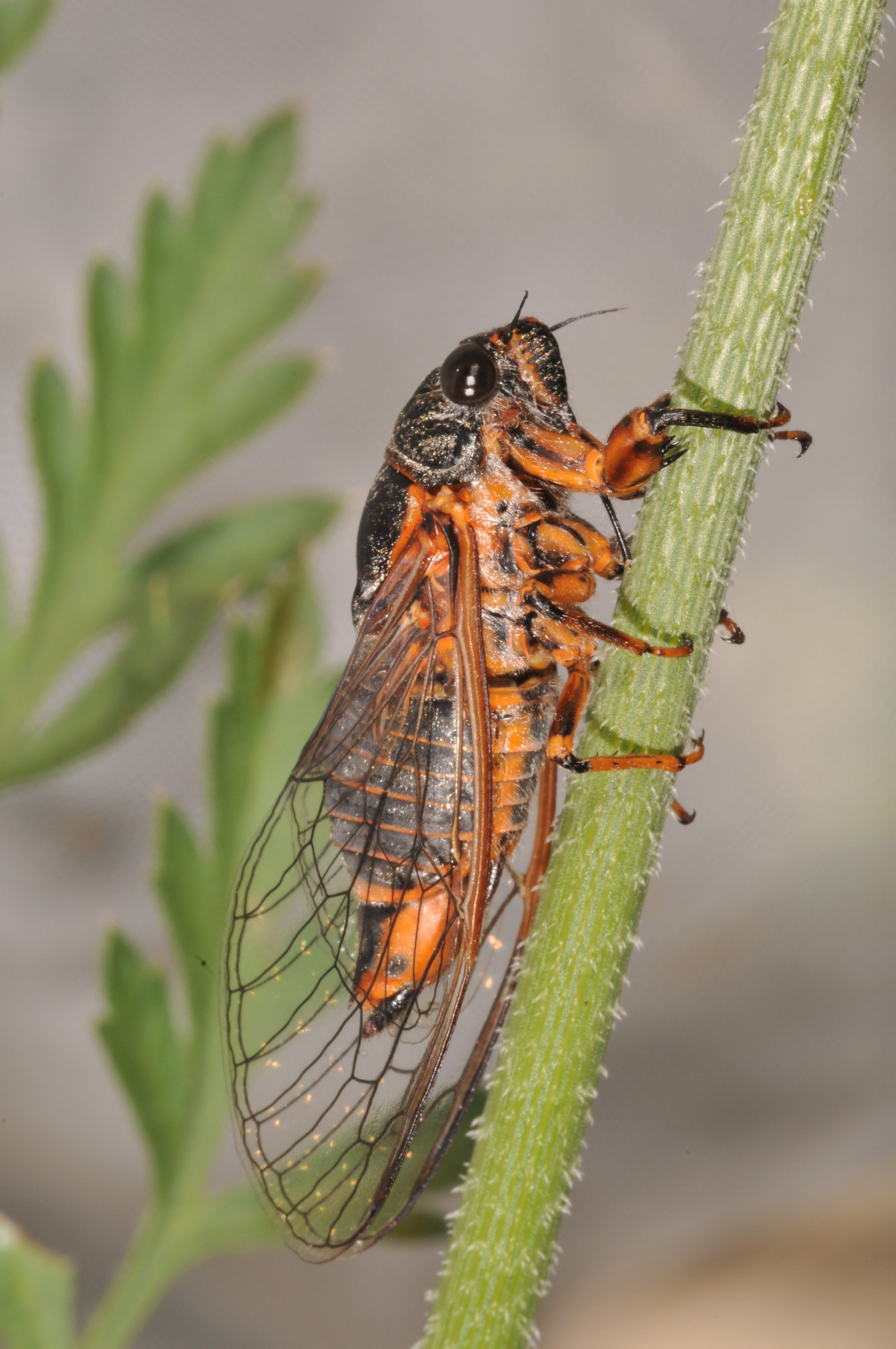
Cicadetta montana (Brseč, Croatie)

## Systématique
Cette sous-famille de la famille Cicadidae a été décrite par l'entomologiste britannique George Bowdler Buckton en 1889 sous le nom Tibicinae et renommée Cicadettinae.

## Taxinomie
Liste des genres
° Tribu Carinetini Distant, 1905
Sous-tribu Sinosenina Boulard, 1975
Karenia Distant, 1888
° Tribu Chlorocystini Distant, 1905
Aedeastria Boer, 1990
Akamba Distant, 1905
Baeturia Stål, 1866
Cephalalna Boulard, 2006
Chlorocysta Westwood, 1851
Conibosa Distant, 1905
Cystopsaltria Goding & Froggatt, 1904
Cystosoma Westwood, 1842
Decebalus Distant, 1920
Dinarobia Mamet, 1957
Durangona Distant, 1911
Euthemopsaltria Moulds, 2014
Fractuosella Boulard, 1979
Glaucopsaltria Goding & Froggatt, 1904
Guineapsaltria Boer, 1993
Gymnotympana Stål, 1861
Kumanga Distant, 1905
Mirabilopsaltria Boer, 1996
Muda Distant, 1897
Musoda Karsch, 1890
Nablistes Karsch, 1891
Owra Ashton, 1912
Papuapsaltria Boer, 1995
Scottotympana Boer, 1991
Thaumastopsaltria Kirkaldy, 1900
Venustria Goding & Froggatt, 1904
° Tribu Cicadettini Buckton, 1889
Sous-tribu Cicadettina Buckton, 1889
Adelia Moulds, 2012
Aestuansella Boulard, 1981
Amphipsalta Dugdale & Fleming, 1969
Atrapsalta Owen & Moulds, 2016
Auscala Moulds, 2012
Auta Distant, 1897
Birrima Distant, 1906
Buyisa Distant, 1907
Caliginopsalta Ewart, 2005
Chelapsalta Moulds, 2012
Cicadetta Kolenati, 1857
Clinata Moulds, 2012
Clinopsalta Moulds, 2012
Crotopsalta Ewart, 2005
Curvicicada Chou & Lu, 1997
Diemeniana Distant, 1906
Dimissalna Boulard, 2007
Dipsopsalta Moulds, 2012
Drymopsalta Ewart, 2005
Erempsalta Moulds, 2012
Euboeana Gogala, Trilar & Drosopoulos, 2011
Euryphara Horváth, 1912
Ewartia Moulds, 2012
Falcatpsalta Owen & Moulds, 2016
Fijipsalta Duffels, 1988
Froggattoides Distant, 1910
Gagatopsalta Ewart, 2005
Galanga Moulds, 2012
Gelidea Moulds, 2012
Ggomapsalta Lee, 2009
Graminitigrina Ewart & Marques, 2008
Graptotettix Stål, 1866
Gudanga Distant, 1905
Haemopsalta Owen & Moulds, 2016
Heliopsalta Moulds, 2012
Hilaphura Webb, 1979
Huechys Amyot & Serville, 1843
Katoa Ôuchi, 1938
Kikihia Dugdale, 1972
Kobonga Distant, 1906
Kosemia Matsumura, 1927
Limnopsalta Moulds, 2012
Linguacicada Chou & Lu, 1997
Maoricicada Dugdale, 1972
Marteena Moulds, 1986
Melampsalta Kolenati, 1857
Mouia Distant, 1920
Mugadina Moulds, 2012
Myersalna Boulard, 1988
Myopsalta Moulds, 2012
Nanopsalta Moulds, 2012
Neopunia Moulds, 2012
Nigripsaltria Boer, 1999
Noongara Moulds, 2012
Notopsalta Dugdale, 1972
Oligoglena Horváth, 1912
Pagiphora Horváth, 1912
Palapsalta Moulds, 2012
Paradina Moulds, 2012
Parvittya Distant, 1905
Pauropsalta Goding & Froggatt, 1904
Philipsalta Lee, Marshall & Hill, 2016
Physeema Moulds, 2012
Pinheya Dlabola, 1963
Pipilopsalta Ewart, 2005
Platypsalta Moulds, 2012
Plerapsalta Moulds, 2012
Popplepsalta Owen & Moulds, 2016
Poviliana Boulard, 1997
Pseudotettigetta Puissant, 2010
Punia Moulds, 2012
Pyropsalta Moulds, 2012
Relictapsalta' Owen & Moulds, 2016
Rhodopsalta Dugdale, 1972
Rouxalna Boulard, 1999
Samaecicada Popple & Emery, 2010
Saticula Stål, 1866
Scieroptera Stål, 1866
Scolopita Chou & Lei, 1997
Simona Moulds, 2012
Stellenboschia Distant, 1920
Sylphoides Moulds, 2012
Takapsalta Matsumura, 1927
Taurella Moulds, 2012
Telmapsalta Moulds, 2012
Terepsalta Moulds, 2012
Tettigetta Kolenati, 1857
Tettigettacula Puissant, 2010
Tettigettalna Puissant, 2010
Tettigettula Puissant, 2010
Tibeta Lei & Chou, 1997
Toxala Moulds, 2012
Toxopeusella' Schmidt, E., 1926
Tympanistalna Boulard, 1982
Urabunana Distant, 1905
Uradolichos Moulds, 2012
Xossarella Boulard, 1980
Yoyetta Moulds, 2012
-
Berberigetta Costa, Nunes, Marabuto, Mendes & Simões, 2017
Pakidetta Sanborn & Ahmed, 2017
Paracicadetta Boulard & Nel, 1990
° Tribu Dazini Kato, 1932
Aragualna Champanhet, Boulard & Gaiani, 2000
Daza Distant, 1905
Onoralna Boulard, 1996
Procollina Metcalf, 1952
° Tribu Hemidictyini Distant, 1905
Hemidictya Burmeister, 1835
Hovana Distant, 1905
° Tribu Lamotialnini Boulard, 1976
Sous-tribu Lamotialnina Boulard, 1976
Lamotialna Boulard, 1976
° Tribu Parnisini Distant, 1905
Abagazara Distant, 1905
Acyroneura Torres, 1958
Adeniana Distant, 1905
Arcystasia Distant, 1882
Bijaurana Distant, 1912
Calopsaltria Stål, 1861
Calyria Stål, 1862
Crassisternalna Boulard, 1980
Derotettix Berg, 1882
Henicotettix Stål, 1858
Jafuna Distant, 1912
Kageralna Boulard, 2012
Koranna Distant, 1905
Luangwana Distant, 1914
Lycurgus China, 1925
Malgotilia Boulard, 1980
Mapondera Distant, 1905
Masupha Distant, 1892
Parnisa Stål, 1862
Prunasis Stål, 1862
Psilotympana Stål, 1861
Quintilia Stål, 1866
Rhinopsalta Melichar, 1908
Taipinga Distant, 1905
Zouga Distant, 1906
° Tribu Prasiini Matsumura, 1917
Sous-tribu Bafutalnina Boulard, 1993
Bafutalna Boulard, 1993
Murphyalna Boulard, 2012
Sous-tribu Iruanina Boulard, 1993
Iruana Distant, 1905
Sous-tribu Prasiina Matsumura, 1917
Arfaka Distant, 1905
Jacatra Distant, 1905
Lacetas Karsch, 1890
Lembeja Distant, 1892
Mariekea Jong & Boer, 2004
Prasia Stål, 1863
Sapantanga Distant, 1905
° Tribu Taphurini Distant, 1905
Sous-tribu Anopercalnina Boulard, 2008
Anopercalna Boulard, 2008
Sous-tribu Taphurina Distant, 1905
Chalumalna Boulard, 1998
Chrysolasia Moulds, 2003
Dorachosa Distant, 1892
Dulderana Distant, 1905
Elachysoma Torres, 1964
Imbabura Distant, 1911
Malloryalna Sanborn, 2016
Nosola Stål, 1866
Prosotettix Jacobi, 1907
Psallodia Uhler, 1903
Selymbria Stål, 1861
Taphura Stål, 1862
Sous-tribu Tryellina Moulds, 2005
Abricta Stål, 1866
Abroma Stål, 1866
Aleeta Moulds, 2003
Allobroma Duffels, 2011
Chrysocicada Boulard, 1989
Hylora Boulard, 1971
Kanakia Distant, 1892
Lemuriana Distant, 1905
Ligymolpa Karsch, 1890
Magicicada Davis, W.T., 1925
Malagasia Distant, 1882
Malgachialna Boulard, 1980
Monomatapa Distant, 1879
Musimoia China, 1929
Nelcyndana Distant, 1906
Neomuda Distant, 1920
Nyara Villet, 1999
Oudeboschia Distant, 1920
Panka Distant, 1905
Pictila Moulds, 2012
Sundabroma Duffels, 2011
Trismarcha Karsch, 1891
Tryella Moulds, 2003
Ueana Distant, 1905
Unduncus Duffels, 2011
Viettealna Boulard, 1980
-
Vastarena Delorme, 2016
° Tribu Tettigomyiini Distant, 1905
Bavea Distant, 1905
Gazuma Distant, 1905
Paectira Karsch, 1890
Spoerryana Boulard, 1974
Stagea Villet, 1994
Stagira Stål, 1861
Tettigomyia Amyot & Serville, 1843
Xosopsaltria Kirkaldy, 1904
° Tribu Ydiellini Boulard, 1973
Sous-tribu Ydiellina Boulard, 1973
Maroboduus Distant, 1920

### Article lié
- Cicadidae